# タルトゥフォ

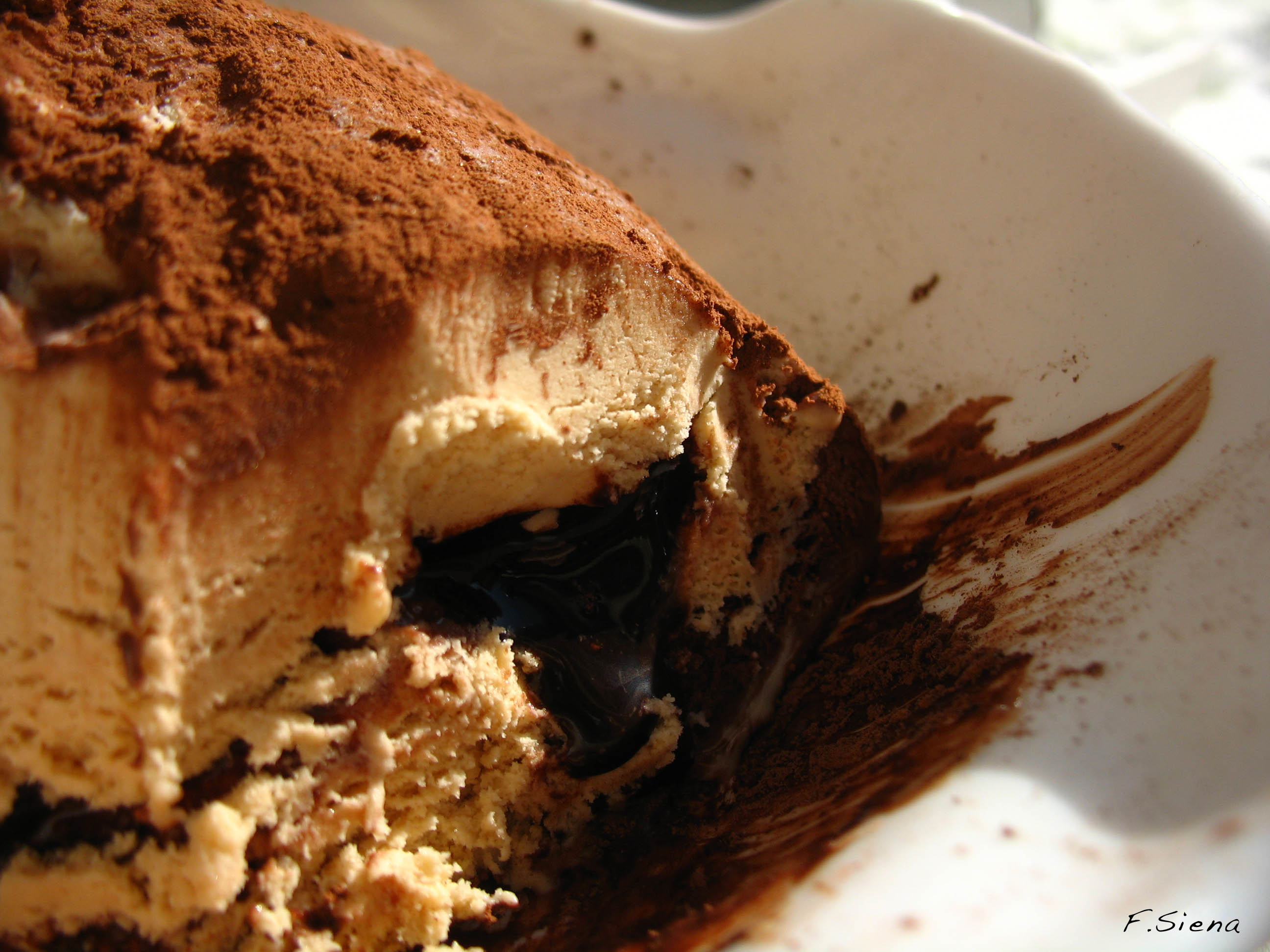
タルトゥフォ

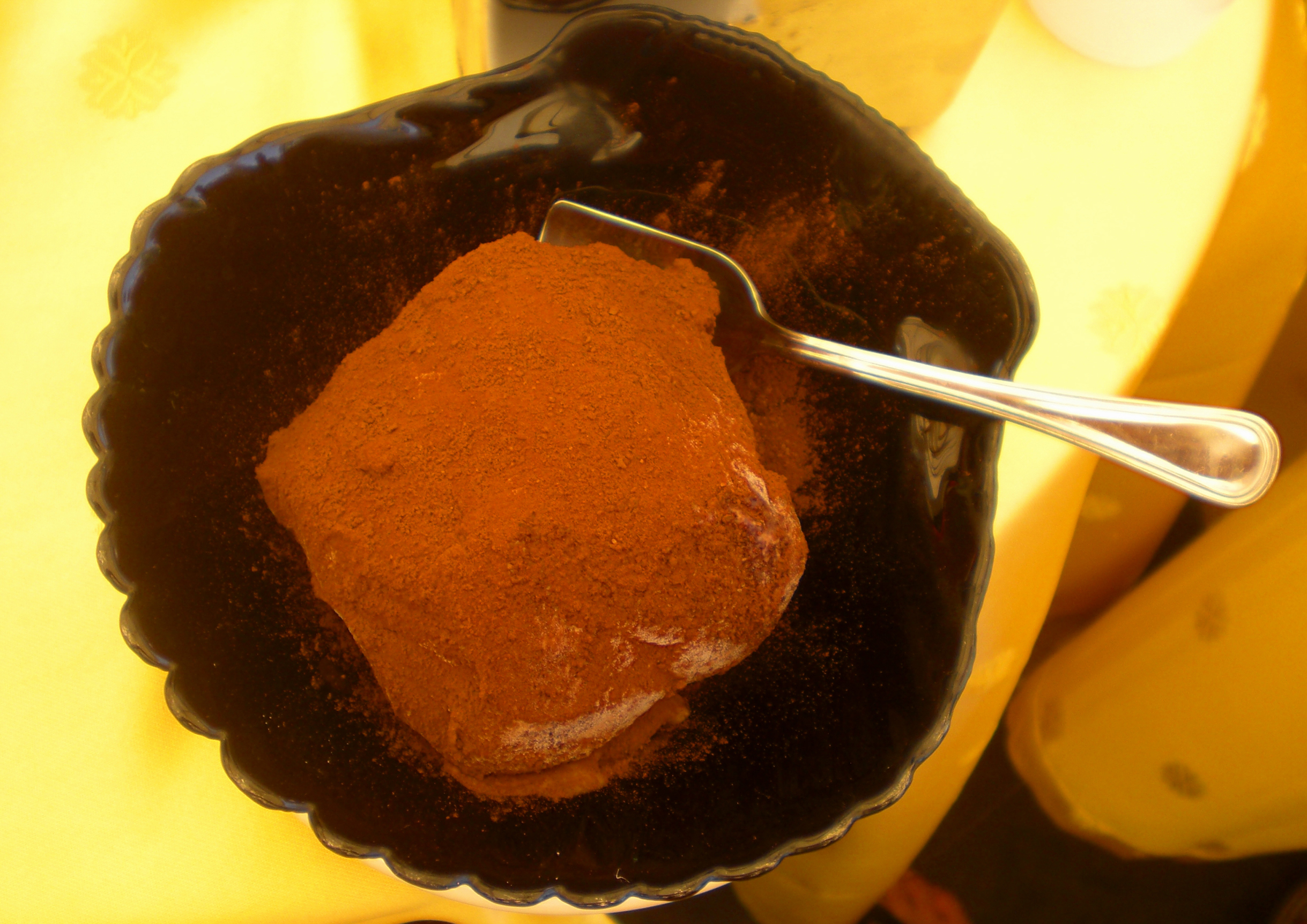
タルトゥフォ

タルトゥフォまたはタルトゥーフォ（イタリア語: Tartufo di Pizzo）は、イタリアのアイスクリームデザートである。内側にチョコレートや果物、ファッジ、ザバイオーネなどを入れ、外側をアイスクリームで包んで、さらに周りをチョコレートやココアパウダーなどでコーティングするものである。外側を包むアイスクリームにはチョコレートやヘーゼルナッツのアイスなどが使われる。イタリア語の"tartufo"はトリュフを意味する。カラブリア州ピッツォの名物で、ピッツォのタルトゥフォはイタリアの原産地名称保護制度で保護されている。